# Krishnapuram
Krishnapuram es una ciudad censal situada en el distrito de Alappuzha en el estado de Kerala (India). Su población es de 26705 habitantes (2011). Se encuentra a 49 km de Alappuzha.

## Demografía
Según el censo de 2011 la población de Krishnapuram era de 26705 habitantes, de los cuales 12466 eran hombres y 14239 eran mujeres. Krishnapuram tiene una tasa media de alfabetización del 93,66%, inferior a la media estatal del 94%: la alfabetización masculina es del 96,10%, y la alfabetización femenina del 91,57%.